# José Luis Gil
José Luis Gil Sanz (Zaragoza, 9 de diciembre de 1957) es un actor de televisión, teatro, cine, director y actor de doblaje español. 
Su papel más conocido fue el de Juan Cuesta en la serie de televisión humorística Aquí no hay quien viva emitida en Antena 3, pasando posteriormente a interpretar el personaje de Enrique Pastor en la adaptación de Telecinco, La que se avecina. No obstante, lleva en el doblaje desde mediados de los años 1970; en su carrera, ha doblado a actores como Patrick Swayze, Tim Allen, Hugh Grant, Brandon Lee y Woody Harrelson.
También es conocido por darle voz en castellano a Buzz Lightyear en la franquicia Toy Story y a Marlin en las películas Buscando a Nemo y Buscando a Dory.
En 2021 sufrió un derrame cerebral, lo que lo llevó a alejarse del mundo de la actuación para centrarse en su recuperación.
Desde 2021 no concede entrevistas. En 2024 su hija confirmó que Gil se estaba recuperando poco a poco y que dudaba que pudiera volver a la actuación.
En noviembre del mismo año se confirmó que no volvería al mundo de la actuación.

## Trayectoria
Nació el 9 de diciembre de 1957 en Zaragoza. Fue actor desde muy joven en casi cuarenta programas dramáticos como Estudio 1, Teatro de siempre y Novela, así como en temporadas del Teatro Español y el Teatro de la Zarzuela de Madrid, con representaciones para los más pequeños, de obras como Las aventuras de Tom Sawyer.
Miembro de un grupo de teatro amateur hasta los 16 años, se dedicó fundamentalmente a la interpretación de obras clásicas. Tras esta etapa, se reincorporó al teatro profesional en la compañía de José Calvo, al que considera su maestro. Después actuó con otras compañías en el Teatro Lara y en el Teatro María Guerrero, entre otros.
Con sólo veinte años, fue contratado en exclusiva por los estudios de doblaje EXA de Madrid y fue entonces cuando comenzó su carrera como actor de doblaje. 
Dobla habitualmente a Tim Allen y ocasionalmente a otros como Patrick Swayze, Woody Harrelson y/o Hugh Grant. En el año 1994, le puso voz a Jim Carrey en Ace Ventura, un detective diferente. También dirigió y protagonizó el doblaje de varias producciones de Walt Disney Pictures, entre las que destaca: Tarzán, la tetralogía de películas de Toy Story (Toy Story, Toy Story 2, Toy Story 3 y Toy Story 4) doblando a Buzz Lightyear y Buscando a Nemo como actor de doblaje. Además de prestar su voz a caracterizaciones de ficción, colabora asiduamente en publicidad como locutor. También es popular su trabajo doblando a Graham Chapman en la famosa película La vida de Brian. Aparte de los actores mencionados, ha doblado a actores como Steve Buscemi, Bruce Campbell, Ralph Fiennes, Don Cheadle, Ben Stiller, Colin Firth, Richard Gere, Roberto Benigni, Adam Sandler, etc. Además, también ha dirigido el doblaje de importantes películas: Braveheart, Independence Day, Un día inolvidable, El cuervo, Mulan, La sirenita,  Atlantis: El imperio perdido, etc. En su haber, tiene más de 1.000 doblajes a sus espaldas.
Entre los años 1992 y 1996 formó parte junto a Antonio Hernández y Alfredo Cernuda, del trío de humor "Entretrés", actuando en el Teatro Marquina, así como en numerosos programas de televisión, donde también protagonizó las series Fernández y familia (Telecinco) y Los Cañete (Forta) y haciendo colaboraciones en El comisario y Agente 700 y entre 2003-2006 como Juan Cuesta en Aquí no hay quien viva (Antena 3) y desde 2007 en La que se avecina (Telecinco) como Enrique Pastor, papeles estos dos últimos, que le lanzaron a la fama definitivamente entre el gran público.
En teatro, ha realizado varias obras: Tres versiones de la vida de Yasmina Reza; Salir del armario de Francis Veber; Ser o no ser de Ernst Lubitsch, y Fuga de Jordi Galceran.
En 2012 debutó como director cinematográfico con el cortometraje Entre cartones, un cuento urbano sobre la indigencia protagonizado por Carolina Noriega y él mismo.
En 2016 repitió en el elenco de doblaje de Buscando a Dory, donde aparece con la gran mayoría de participantes de la primera entrega.

## Vida personal
En lo personal, está casado con la también actriz de doblaje Carolina Montijano y son padres de tres hijos. Fue yerno de la actriz de voz Matilde Conesa.
El 4 de noviembre de 2021 sufrió un infarto cerebral y fue ingresado en el Hospital Nuestra Señora del Rosario de Madrid. Fue dado de alta el día 26 del mismo mes. Desde entonces está alejado de los escenarios centrado en su recuperación.

## Filmografía
Lista incompleta.
Como actor de imagen en cine
- 1980: Con el culo al aire.
- 1991: Cómo levantar 1000 kilos.
- 1994: Todo es mentira.
- 1996: Teresa y Vanessa.
- 1999: Lisboa.
- 2002: En la ciudad sin límites.
- 2009: Fuga de cerebros - Manuel Roldán.
- 2010: El contratiempo (cortometraje).
- 2011: G (cortometraje).
- 2012: Entre cartones (cortometraje).

Como actor de doblaje en cine
Voz de Hugh Grant en:
- Remando al viento (1988) - Lord Byron.
- Lunas de hiel (1992) - Nigel.
- Una insólita aventura (1995) - Meredith Potter.
- Nueve meses (1995) - Samuel Faulkner.
- Granujas de medio pelo (2000) - David Perette.

Voz de Patrick Swayze
- El desafío americano (1984) - Ernie "Slam" Webster.
- Norte y Sur (1985) - Orry Main.
- Cuentos asombrosos: Vida después de la muerte (1986) - Eric David Peterson.
- Norte y Sur II (1986) - Orry Main.
- Dirty Dancing (1987) - Johnny Castle.
- Tiger, la última oportunidad (1988) - Chuck "Tiger" Warsaw.
- Norte y Sur III (1994) - Orry Main.
- Dirty Dancing 2 (2004) - Instructor de clases de baile.
- Las minas del rey Salomón (2004) - Allan Quatermain.
- Un canguro superduro (2005) - Él mismo.
- El manifiesto negro (2005) - Jason Monk.
- Tod y Toby 2 (2006) - Cash.

Voz de Tim Allen en:
- Un chapuzas en casa - Serie de televisión (1991-1999). 8 temporadas. 204 episodios. Tim "Herramienta" Taylor.
- ¡Vaya Santa Claus! (1994) - Scott Calvin/Santa Claus.
- Toy Story (1995) - Buzz Lightyear.
- De jungla a jungla (1997) - Michael Cromwell.
- Toy Story 2: los juguetes vuelven a la carga (1999) - Buzz Lightyear.
- Buzz Lightyear, Comando Estelar: La aventura comienza (2000) - Buzz Lightyear.
- Un padre de cuidado (2001) - Joe Scheffer.
- Santa Claus 2 (2002) - Scott Calvin/Santa Claus.
- El gran lío (2002) - Eliot Arnold.
- Una Navidad de locos (2004) - Luther Krank.
- Cariño, estoy hecho un perro (2006) - Dave Douglas.
- Pequeños grandes héroes (2006) - Jack/Capitán Zoom.
- Santa Claus 3: Por una Navidad sin frío (2006) - Scott Calvin/Santa Claus.
- Toy Story 3 (2010) - Buzz Lightyear.
- Toy Story Toons: Vacaciones en Hawaii (2011) - Buzz Lightyear.
- Uno para todas -  Serie de televisión (2011-2016). 6 temporadas. 130 episodios. Mike Baxter.
- Toy Story Toons: Pequeño gran Buzz (2012) - Buzz Lightyear.
- Toy Story de Terror (2013) - Buzz Lightyear.
- Toy Story: El tiempo perdido (2014) - Buzz Lightyear.
- Toy Story 4 (2019) - Buzz Lightyear.

Voz de Woody Harrelson en:
- Asesinos natos (1994) - Mickey Knox.
- Hi-Lo Country (1998) - Big Boy Matson.
- Seducción letal (1998) - Harry Barber.
- Jugando a tope (1999) - Vince Boudreau.
- Will y Grace (2002) - Nathan.
- A scanner darkly (2006) - Ernie Luckman.
- En tierra de hombres (2006) - Bill White.

Filmografía destacada en orden cronológico:
- 1975: Los caballeros de la mesa cuadrada - Rey Arturo (Graham Chapman).
- 1979: La vida de Brian - Brian Cohen / Rey Melchor / Píjus Magníficus (Graham Chapman).
- 1983: Christine - Arnold Cunningham (Keith Gordon).
- 1983: Rebeldes - Dallas Winston (Matt Dillon).
- 1983: Risky Business - Guido (Joe Pantoliano).
- 1983: Porky's 2: al día siguiente - Tommy Turner (Wyatt Knight).
- 1984: Los chicos del maíz - Malachai (Courtney Gains).
- 1985: Porky's contraataca - Brian Schwartz (Scott Colomby).
- 1985: St. Elmo, punto de encuentro - Alec Newbary (Judd Nelson).
- 1985: Astérix y la sorpresa del César - Superbus (Patrick Préjean).
- 1987: Dirty Dancing - Johnny Castle (Patrick Swayze).
- 1987: Masters del Universo - Kevin Corrigan (Robert Duncan McNeill).
- 1988: ¿Quién engañó a Roger Rabbit? - Benny (Charles Fleischer).
- 1988: Las amistades peligrosas - Raphael Danceny (Keanu Reeves).
- 1989: No matarás... al vecino - Raymond Ray Paterson (Tom Hanks).
- 1989: Calma total - Hughie Warriner (Billy Zane).
- 1990: El ángel de la muerte - Arwood "Larry" Smith (Brian Benben).
- 1994:
  - Ace Ventura: Un detective diferente - Ace Ventura (Jim Carrey).
  - El cuervo - Eric Draven (Brandon Lee).
  - ¡Vaya Santa Claus! - Scott Calvin / Santa Claus (Tim Allen).
- 1995:
  - Braveheart - Robert Bruce / Narrador (Angus Macfadyen).
  - Jungla de Cristal: La Venganza - Ricky Walsh (Anthony Peck).
  - Nueve meses - Samuel "Sam" Faulkner (Hugh Grant).
  - Toy Story - Buzz Lightyear (Tim Allen).
- 1996:
  - Independence Day - Major Mitchell (Adam Baldwin).
  - Días extraños - Lenny Nero (Ralph Fiennes).
  - Showgirls - Zack Carey (Kyle MacLachlan).
  - James y el melocotón gigante - Padre de James (Steven Culp).
  - Abajo el periscopio - Martin Pascal (Rob Schneider).
- 1997:
  - Volcano - Emmit Reese (Don Cheadle).
  - La princesa cisne II: El secreto del castillo - Príncipe Derek (Douglas Sills).
- 1998:
  - El gran Lebowski - T.D. "Donny" Kerabatsos (Steve Buscemi).
  - La leyenda del pianista en el océano - Novecento 1900 (Tim Roth).
  - La princesa cisne III: El misterio del reino encantado - Príncipe Derek (Brian Nissen).
- 1999
  - Novia a la fuga - Ike Graham (Richard Gere).
  - Tarzán - Tarzán (Tony Goldwyn).
  - Toy Story 2 - Buzz Lightyear (Tim Allen).
- 2000: Buzz Lightyear, Comando Estelar: La aventura comienza - Buzz Lightyear (Tim Allen).
- 2002: 
  - Peter Pan 2: Regreso al País de Nunca Jamás - Edward (Roger Rees).
  - Santa Claus 2 - Scott Calvin / Santa Claus (Tim Allen).
- 2003: Buscando a Nemo - Marlin (Albert Brooks).
- 2004: Dirty Dancing: Havana Nights - Instructor de baile (Patrick Swayze).
- 2005:
  - El sueño de una noche de San Juan - Filóstrato.
  - Valiant - Mercury (John Cleese).
- 2006:
  - Una mirada a la oscuridad - Ernie Luckman (Woody Harrelson).
  - Cariño, estoy hecho un perro - Dave Douglas (Tim Allen).
  - Pequeña Miss Sunshine - Richard Hoover (Greg Kinnear).
  - Santa Claus 3: Por una Navidad sin frío - Scott Calvin / Santa Claus (Tim Allen).
  - Tod y Toby 2 - Cash (Patrick Swayze).
- 2007:
  - Donkey Xote - Don Quijote.
  - Locos por el surf - Reggie Belafonte (James Woods).
- 2009: Monstruos contra alienígenas -  Gallaxhar (Rainn Wilson).
- 2010: Toy Story 3 - Buzz Lightyear (Tim Allen).
- 2016: Buscando a Dory - Marlin (Albert Brooks).
- 2016: Cigüeñas - Hunter (Kelsey Grammer).
- 2019: Toy Story 4 - Buzz Lightyear (Tim Allen).
- 2021: Shang-Chi y la leyenda de los Diez Anillos - Mandarín (Tony Leung).

## Televisión
Como actor de imagen en televisión
| Año       | Título                   | Cadena    | Personaje                 | Episodios     |
| --------- | ------------------------ | --------- | ------------------------- | ------------- |
| 1970      | Estudio 1: Stepanchikovo | La 1      | Iliá Yegorovich Rostaniev | 2 episodios   |
| 1998      | Fernández y familia      | Telecinco | Luis Fernández            | 40 episodios  |
| 2001-2003 | Agente 700               | La 1      | Pi                        | 7 episodios   |
| 2001      | El comisario             | Telecinco |                           | 1 episodio    |
| 2003-2006 | Aquí no hay quien viva   | Antena 3  | Juan Cuesta               | 90 episodios  |
| 2007-2021 | La que se avecina        | Telecinco | Enrique Pastor            | 170 episodios |
| 2010      | Felipe y Letizia         | Telecinco | Alberto Aza               | 2 episodios   |

Como actor de doblaje en televisión
- 1975: La abeja Maya - Ratón Alejandro.
- 1976: Sandokán - Tremal-Naik (Ganesh Kumar).
- 1981: D'Artacán y los tres mosqueperros - Amis.
- 1983: Fraggle Rock - Dudo.
- 1983: M.A.S.H. - Capitán B. J. Hunnicut (Mike Farrell).

- 1984: Rocky Joe - Joe Yabuki (Teruhiko Aoi).
- 1985-1987: Norte y Sur - Orry Main (Patrick Swayze).
- 1988-1989: Los mundos de Yupi - Stiri.
- 1989: Yo, Claudio (redoblaje) - Marcelo (Christopher Guard).

- 1990: Apartamento para tres - Jack Tripper (John Ritter).
- 1991-1999: Un chapuzas en casa - Tim Taylor (Tim Allen).
- 1995: Expediente X - Max Fenig (Scott Bellis).
- 2000: Buzz Lightyear: guardianes del espacio - Buzz Lightyear (Patrick Warburton).
- 2001: Hermanos de sangre - Capitán Herbert Sobel (David Schwimmer).
- 2012-2017: Uno para todas - Mike Baxter (Tim Allen).[5]

## Teatro
Lista incompleta.
- 2006-2007: Tres versiones de la vida.
- 2007: Salir del armario.
- 2008: Fue la voz en off en la obra Los 39 escalones, una adaptación de Hitchcock.
- 2009:
  - Te veo.
  - Ser o no ser.
- 2010-2012: Fuga.
- 2013: Una más y nos vamos.
- 2013-2014: El gran favor.
- 2016: “Si la cosa funciona.”
- 2017-2018: Cyrano de Bergerac.
- 2020: Eduardo II, ojos de niebla.

## Videojuegos
Lista incompleta.
- 1995: Nintendo: Deja de pensar cómo serán los juegos del futuro (VHS).
- 1996: Toonstruck.
- 1997: Informe 64 (VHS) - Revista Nintendo Acción N.º 61.
- 1999: Tarzán (videojuego).
- 2000: Buzz Lightyear: guardianes del espacio.
- 2001: Atlantis: El imperio Perdido.
- 2003: Buscando a Nemo (videojuego).
- 2004: Command & Conquer: Generals.

## Premios
Premios de la Unión de Actores y Actrices
| Año  | Categoría                              | Por                    | Resultado |
| ---- | -------------------------------------- | ---------------------- | --------- |
| 2005 | Mejor actor protagonista de televisión | Aquí no hay quien viva | Candidato |
| 2006 | Mejor actor protagonista de televisión | Aquí no hay quien viva | Ganador   |

Otros premios
- X edición del Festival Internacional de Cortometrajes de Torrelavega, Premio "Julio Núñez" por su papel en el cortometraje El contratiempo (2010).
- Premio Ercilla de Teatro (XXVII edición) por su papel la obra Ser o no ser (2011).
- Premio Talento de Comedia del Festival de Cine de Comedia de Tarazona y Moncayo (2013).[6]